# OR4Q3
Olfaktorni receptor 4Q3 je protein koji je kod ljudi kodiran OR4Q3 genom.
Olfaktorni receptori formiraju interakcije sa molekulima mirisa u nosu, čime se inicira neuronski respons koji izaziva percepciju mirisa. Oni su odgovorni za prepoznavanje i G proteinima posredovanu transdukciju mirisnih signala. Proteini olfaktornih receptora su članovi velike familije G protein spregnutih receptora (GPCR). Poput mnogih receptora za neurotransmitere i hormone, olfaktorni receptori imaju strukturu 7-transmembranskog domena. Oni su kodirani genima sa jednim eksonom. Geni olfaktornih receptora su najveća familija genoma. Nomenklatura gena i proteina olfaktornih receptora je nezavisna od drugih organizama.

## Literatura
- Rouquier S, Blancher A, Giorgi D (2000). „The olfactory receptor gene repertoire in primates and mouse: evidence for reduction of the functional fraction in primates.”. Proc. Natl. Acad. Sci. U.S.A. 97 (6): 2870—4. PMC 16022 . PMID 10706615. doi:10.1073/pnas.040580197.
- Malnic B, Godfrey PA, Buck LB (2004). „The human olfactory receptor gene family.”. Proc. Natl. Acad. Sci. U.S.A. 101 (8): 2584—9. PMC 356993 . PMID 14983052. doi:10.1073/pnas.0307882100.

## Spoljašnje veze
- OR4Q3+protein,+human на 